# 韋斯靈湖
48°4′28″N 11°15′3″E / 48.07444°N 11.25083°E
韋斯靈湖（德語：Weßlinger See），是德國的湖泊，位於該國東南部，由巴伐利亞負責管轄，處於施塔恩貝格縣，長0.7公里、寬0.2公里，面積0.2平方公里，海拔高度590米，平均水深7米，最大水深12米，水體容量105萬立方米。

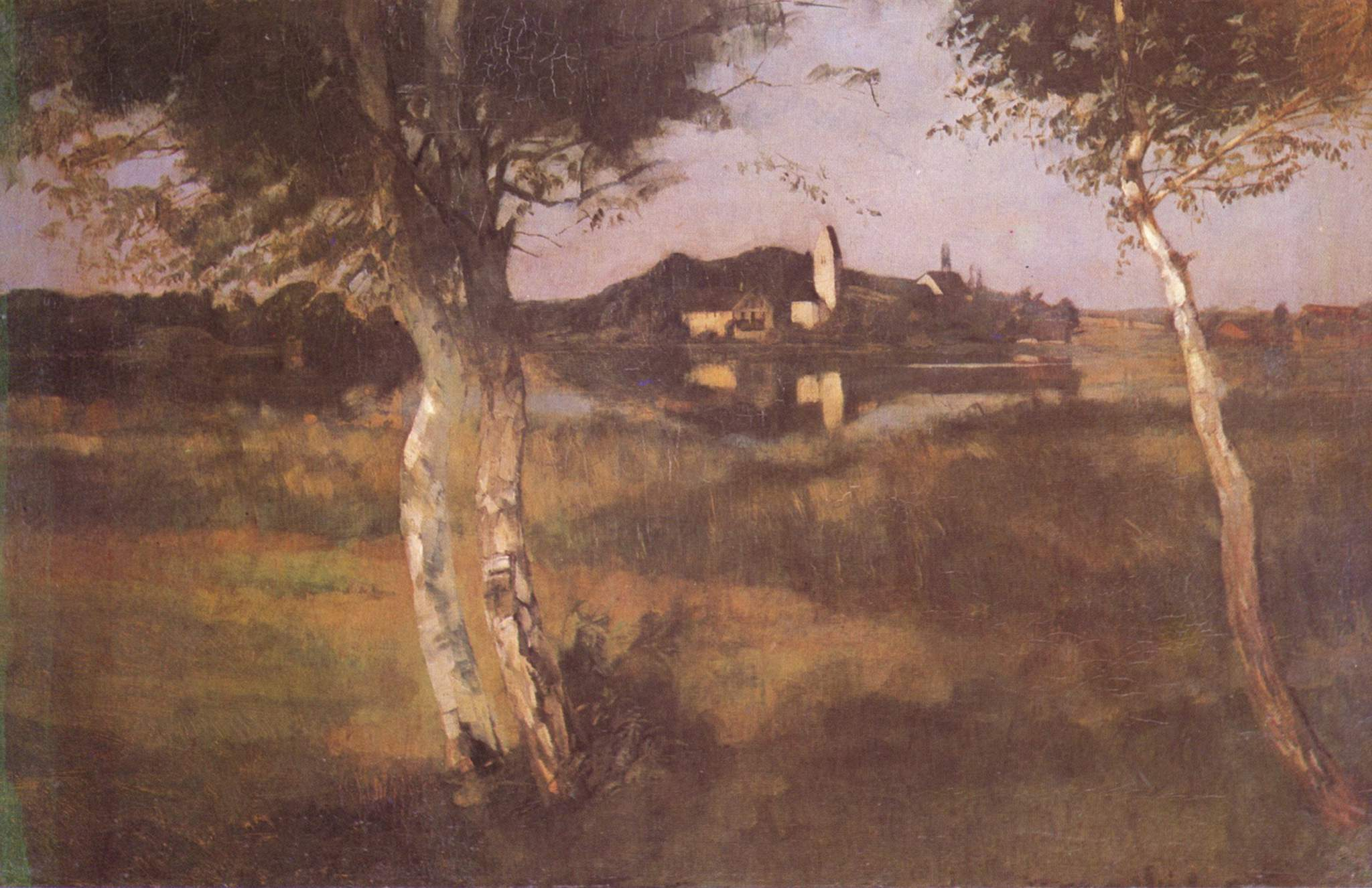